# Генетика в СССР
Генетика в СССР (Советская генетика) — разработка теоретических и практических вопросов генетики в научных биологических, медицинских, сельскохозяйственных и образовательных учреждениях в СССР, в отрыве от мировой науки (буржуазная генетика), главным образом в 1933—1965 годах.
Селекцией с применением генетических методов занимались на опытных сельскохозяйственных станциях.

## История
После революции и гражданской войны 1917—1922 годов началось стремительное организационное развитие науки. К концу 1930-х годов в СССР была создана обширная сеть научно-исследовательских институтов и опытных станций (как в Академии наук СССР, так и во Всесоюзной академии сельскохозяйственных наук им. Ленина (ВАСХНИЛ)), а также вузовских кафедр генетики. Признанными лидерами направления были Н. И. Вавилов, Н. К. Кольцов, А. С. Серебровский, С. С. Четвериков и др. В СССР издавали переводы трудов иностранных генетиков, в том числе Т. Х. Моргана, Г. Мёллера, ряд генетиков участвовали в международных программах научного обмена. Американский генетик Г. Мёллер работал в СССР (1934—1937), советские генетики работали за границей. Н. В. Тимофеев-Ресовский — в Германии (с 1925 года), Ф. Г. Добржанский — в США (с 1927 года).
В 1930-е годы в рядах генетиков и селекционеров наметился раскол, связанный с энергичной деятельностью Т. Д. Лысенко и И. И. Презента. По инициативе генетиков был проведён ряд дискуссий (наиболее крупные — в 1936 и 1939 годах), направленных на борьбу с подходом Лысенко.
На рубеже 1930—1940 годов, в ходе Большого террора, ряд видных генетиков и большинство сотрудников аппарата ЦК ВКП(б), курировавших генетику, были арестованы, многие расстреляны или погибли в тюрьмах (в том числе, Н. И. Вавилов). После войны дебаты возобновились с новой силой. Генетики, опираясь на авторитет международного научного сообщества, снова попытались склонить чашу весов в свою сторону, однако с началом холодной войны ситуация значительно изменилась. В 1948 году на августовской сессии ВАСХНИЛ Т. Д. Лысенко объявил научные выводы западных учёных-генетиков лженаукой, связав их с пропагандой евгеники и расизма. Лысенко воспользовался некомпетентностью партийного руководства в науке, «пообещав партии» быстрое создание новых высокопродуктивных сортов зерна («ветвистая пшеница») и др. С этого момента начался период гонений на генетику, который получил название лысенковщины и продолжался вплоть до снятия Н. С. Хрущёва с поста генерального секретаря ЦК КПСС в 1964 году.
Лично Лысенко и его сторонники получили контроль над институтами отделения биологии АН СССР, ВАСХНИЛ и вузовскими кафедрами. Были изданы новые учебники для школ и вузов, написанные с позиций «Мичуринской агробиологии». Генетики вынуждены были оставить научную деятельность или радикально изменить профиль работы. Некоторым удалось продолжить исследования по генетике в рамках программ по изучению радиационной и химической опасности за пределами организаций, подконтрольных Лысенко и его сторонникам.
Сходные с лысенковщиной явления наблюдались и в других науках. Наиболее известные кампании прошли в цитологии (в связи с учением О. Б. Лепешинской о живом веществе), физиологии (борьба К. М. Быкова и его сторонников за «наследие» И. П. Павлова) и микробиологии (теории Г. М. Бошьяна).
После открытия и расшифровки структуры ДНК, физической базы генов (1953), с середины 1960-х годов началось восстановление генетики. Министр просвещения РСФСР В. Н. Столетов инициировал широкую дискуссию между лысенковцами и генетиками, в результате было опубликовано много новых работ по генетике. В 1963 году на основе этих работ вышел в свет стандартизованный университетский учебник М. Е. Лобашёва «Генетика», выдержавший впоследствии несколько изданий. Вскоре появился и новый школьный учебник «Общая биология» под редакцией Ю. И. Полянского, использовавшийся, наряду с другими, до недавнего времени.
В августе 1978 года в Москве прошёл XIV Международный генетический конгресс.

## В произведениях искусства
- роман Владимира Дудинцева «Белые одежды» (1988)
- х/ф «Белые одежды» (1992, Беларусьфильм)
- х/ф сериал «Николай Вавилов» (1990, Мосфильм)